# سن-رافائل، کبک
سن-رافائل (به فرانسوی: Saint-Raphaël) شهری در منطقه شهری بلشاس ناحیه شودییر-آپالاش در استان کبک کانادا است. در سرشماری سال ۲۰۱۱ این شهر ۲٬۳۲۹ نفر جمعیت داشته‌است و مساحت آن ۱۲۰٫۰۶ کیلومتر مربع است.